# 福井県立坂井高等学校
福井県立坂井高等学校（ふくいけんりつ さかいこうとうがっこう、英: Fukui Prefectural Sakai High School）は、福井県坂井市坂井町宮領にある公立の総合産業高等学校。

## 設置学科
- 食農化学科
  - 農業コース
  - 食品コース
- 機械・自動車科
  - 機械コース
  - 自動車コース
- 電気・情報システム科
  - 電気コース
  - 情報システムコース
- ビジネス・生活デザイン科
  - ビジネスコース
  - 生活デザインコース

## 沿革
- 2009年（平成21年）- 県立高等学校再編整備計画により、福井県立坂井農業高等学校と福井県立春江工業高等学校および福井県立金津高等学校の経理科と情報処理科、福井県立三国高等学校の家政科を再編することが決まった[1][2]。
- 2014年（平成26年）
  - 3月 - 第1体育館竣工。
  - 4月1日 - 開校。なお、工業系学科は実習棟が完成するまで、春江工業高等学校で実習を行う。坂井高等学校への完全移行は2016年[3][4]。
  - 1 2月 - 校歌完成。シンガーソングライターのヒナタカコが作詞・作曲を行った。
- 2015年（平成27年）
  - 2月 - テクノラボⅠ・Ⅱ・Ⅲ竣工、本館耐震補強・改修建築工事竣工。
  - 3月 - 総合実習棟改修工事竣工（第2実習棟）。
  - 12月 - サイエンス棟耐震改修工事竣工。
- 2016年（平成28年）3月31日 - 坂井農業高等学校・春江工業高等学校閉校、植物工場・テニスコート完成、別館耐震補強・改修工事竣工（第1実習棟）。
- 2017年（平成29年）7月27日 - 硬式野球部が第99回全国高等学校野球選手権大会にて夏の甲子園初出場[5]。
- 2018年（平成30年）
  - 1月 - キャリア教育文部科学大臣表彰受賞。
  - 3月 - 養液栽培ハウス・農産物販売所完成。

## 部活動
- 運動部 - 野球、サッカー、バスケットボール（男）、自転車、テニス、バレーボール（男・女）、卓球、柔道、バドミントン（男・女）、ソフトテニス（女）、ウエイトリフティング、陸上競技
- 文化部 - 吹奏楽、茶道、放送、美術、書道、吟詠剣詩舞、技術、機械研究、電気チャレンジ、農業研究、食品研究、商業研究、生活研究、華道、農業クラブ、囲碁将棋、自動車、文芸
- 同好会 - そば

## 校歌
作詞・作曲：ヒナタカコ

## その他
- 校舎は旧坂井農業高校の校舎を使用している。

## アクセス
- ハピラインふくい線 丸岡駅 徒歩約3分